# Verninge Sogn
Verninge Sogn er et sogn i Assens Provsti (Fyens Stift).
I 1800-tallet var Verninge Sogn et selvstændigt pastorat. Det hørte til Odense Herred i Odense Amt. Verninge sognekommune blev ved kommunalreformen i 1970 indlemmet i Tommerup Kommune, der ved strukturreformen i 2007 indgik i Assens Kommune.
I Verninge Sogn ligger Verninge Kirke.
I sognet findes følgende autoriserede stednavne:
- Bregnemose (bebyggelse, ejerlav)
- Bøgebjerg (bebyggelse)
- Frankfri (bebyggelse)
- Fruerløkke (bebyggelse, ejerlav)
- Gravene (bebyggelse)
- Hjelmerup (bebyggelse, ejerlav)
- Langsted (bebyggelse, ejerlav)
- Langsted Hede (bebyggelse)
- Langstedgyden (bebyggelse)
- Lindholm (bebyggelse)
- Møllebjerg (bebyggelse)
- Nevershuse (bebyggelse)
- Nyhave (bebyggelse)
- Nårup (bebyggelse, ejerlav)
- Nårup Bjerge (bebyggelse)
- Nårupskov (bebyggelse)
- Præsteskov (bebyggelse)
- Rommerhuse (bebyggelse)
- Skovsbo (bebyggelse, ejerlav)
- Solevad (bebyggelse)
- Stenalt (bebyggelse)
- Verninge (bebyggelse, ejerlav)
- Verninge Sydmark (bebyggelse)